# NGC 6240

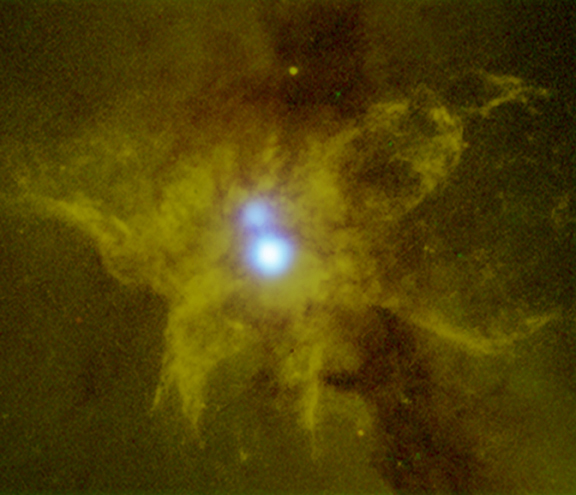
Рентгеновское изображение NGC 6240, полученное на Chandra X-Ray Observatory и наложенное на оптическое изображение галактики

NGC 6240 (другие обозначения — IC 4625, IRAS16504+0228, UGC 10592, ZWG 25.11, MCG 0-43-4, PRC D-28, VV 617, PGC 59186) — галактика в созвездии Змееносца.
Этот объект входит в число перечисленных в оригинальной редакции «Нового общего каталога».
Галактика является результатом слияния двух меньших галактик, которые являлись массивными дисковыми (то есть спиральными либо линзообразными) галактиками. Она является одной из ближайших и хорошо изученных ультраярких инфракрасных галактик, имеющих в ближнем инфракрасном диапазоне светимость более 1012 светимостей Солнца. NGC 6240 находится по инфракрасной светимости близко к нижней границе этого класса.
В галактике были обнаружены вначале две сверхмассивные чёрные дыры с расстоянием между ними около 900 парсек (в проекции на картинную плоскость), затем было установлено, что одна из них, южная, в действительности сама является двойной системой сверхмассивных чёрных дыр. Это наиболее близкая к нам кратная система сверхмассивных чёрных дыр. Другая подобная близкая галактика, содержащая две активных чёрных дыры, — NGC 3758.
Наблюдения NGC 6240 с помощью спектроскопа MUSE телескопа VLT показали, что южный инфракрасный источник в центре галактики, считавшийся сверхмассивной чёрной дырой, на самом деле состоит из двух сверхмассивных чёрных дыр массой (710 ± 80) и (90 ± 7) млн масс Солнца. Эти чёрные дыры удалены друг от друга на 198 пк, или 645 световых лет, орбитальный период этой системы составляет 4—5 млн лет, орбитальная скорость относительно их общего центра масс равна 158 км/с. Бо́льшая из них является активным инфракрасным источником, меньшая пассивна. Северная сверхмассивная чёрная дыра имеет массу (360 ± 80) млн M⊙.
В галактике вспыхнула сверхновая SN 2000bg типа IIn, её пиковая видимая звездная величина составила 17,4.
В галактике вспыхнула сверхновая SN 2010gp типа Ia, её пиковая видимая звездная величина составила 17,5.
В галактике вспыхнула сверхновая SN 2013dc типа IIP, её пиковая видимая звездная величина составила 18,7.